# Stefan Hirniak
 Stefan Max Hirniak, né le 5 février 1985 dans le New Brunswick dans l'État du New Jersey, est un nageur canadien spécialisé principalement dans les épreuves de nage libre et papillon. Il a détenu de 2009 à 2010 le record du monde du relais 200 m nage libre avec ses coéquipiers de l’équipe du Canada.

## Biographie
Stefan Max Hirniak a remporté une médaille de bronze (relais 4 × 200 mètres nage libre) aux Jeux panaméricains de 2007 à Rio de Janeiro, Brésil.
Il a obtenu une deuxième place à l’occasion des Jeux panaméricains 2007 en terminant deuxième du 200 mètres papillon lors des Championnats nationaux du printemps 2007. Il a terminé deuxième derrière l'Américain Michael Phelps au 200 mètres papillon lors des Championnats nationaux US 2005, le 18e temps le plus rapide dans le monde cette année.
Aux Jeux du Commonwealth de 2010 à Delhi, Hirniak remporte le bronze au 200 mètres papillon lors de la première journée de compétition.

## Records

### Record du monde
Lors du British Gas Grand Prix, un meeting qui s’est tenu à Leeds du 6 au 9 août 2009, Stefan Hirniak bat, le 7 août 2009, le record du monde du relais 4 × 200 mètres nage libre en petit bassin avec ses coéquipiers de l’équipe du Canada, dans un temps de 6 min 51 s 05. Ce record sera battu un an et demi plus tard, le 16 décembre 2010 à Dubaï, par l’équipe de Russie avec un temps de 6 min 49 s 04.
| Épreuve                         | Nageurs                                                     | Temps équipe  | Temps personnel                                         | Date        |
| Relais 4 × 200 m nage libre (H) | Colin Russell Stefan Hirniak Brent Hayden Joel Greenshields | 6 min 51 s 05 | 1 min 43 s 60 1 min 43 s 41 1 min 41 s 49 1 min 42 s 55 | 7 août 2009 |

## Meilleurs temps personnels
Les meilleurs temps personnels établis par Stefan Hirniak dans les différentes disciplines sont détaillés ci-après.
| Épreuve               | Bassin | Temps         | Compétition                            | Lieu                       | Date            |
| 50 m nage libre       | 50 m   | 24 s 81       | Vir Lon Course Championships           | Victoria                   | 8 juin 2007     |
| 100 m nage libre      | 50 m   | 49 s 98       | Canadian World Championship ...        | Montréal                   | 9 juillet 2009  |
| 200 m nage libre      | 50 m   | 1 min 49 s 01 | Canadian World Championship ...        | Montréal                   | 8 juillet 2009  |
| 400 m nage libre      | 50 m   | 3 min 54 s 16 | Championnats du Canada                 | Victoria                   | 30 juillet 2010 |
| 800 m nage libre      | 50 m   | 8 min 21 s 87 | US Summer Nationals                    | College Park (USA)         | 5 août 2003     |
| 50 m papillon         | 50 m   | 25 min 21 s   | Canadian Summer Nationals              | Winnipeg                   | 17 juillet 2008 |
| 100 m papillon        | 50 m   | 53 s 53       | Canadian World Championship ...        | Montréal                   | 10 juillet 2009 |
| 200 m papillon        | 50 m   | 1 min 57 s 31 | Mutual of Omaha Pan Pacific ...        | Irvine (USA)               | 18 août 2010    |
| 200 m 4 nages         | 50 m   | 2 min 20 s 02 | Grand Prix                             | Texas A&M University (USA) | 21 mai 2004     |
| 100 m nage libre Laps | 50 m   | 48 s 72 s     | Championnats du monde de natation 2009 | Rome (Italie)              | 26 juillet 2009 |
| 200 m nage libre Laps | 50 m   | 1 min 45 s 62 | Championnats du monde de natation 2009 | Rome (Italie)              | 31 juillet 2009 |
| 100 m papillon Laps   | 50 m   | 55 s 22       | Championnats du Canada                 | Victoria                   | 31 juillet 2010 |

| Épreuve               | Bassin | Temps         | Compétition                          | Lieu               | Date             |
| 50 m nage libre       | 25 m   | 23 s 90       | Western Canadian Championships       | Edmonton           | 13 février 2009  |
| 100 m nage libre      | 25 m   | 48 s 27       | Canadian Spring Nationals            | Toronto            | 12 mars 2009     |
| 200 m nage libre      | 25 m   | 1 min 44 s 91 | Coupe du monde de natation FINA 2009 | Berlin (Allemagne) | 15 novembre 2009 |
| 400 m nage libre      | 25 m   | 3 min 47 s 15 | Canadian Spring Nationals            | Toronto            | 13 mars 2009     |
| 50 m papillon         | 25 m   | 23 s 98       | Canadian Spring Nationals            | Toronto            | 12 mars 2009     |
| 100 m papillon        | 25 m   | 51 s 98       | British Gas Grand Prix               | Leeds (GBR)        | 6 août 2009      |
| 200 m papillon        | 25 m   | 1 min 53 s 43 | British Gas Grand Prix               | Leeds (GBR)        | 8 août 2009      |
| 100 m 4 nages         | 25 m   | 56 s 00       | British Gas Grand Prix               | Leeds (GBR)        | 9 août 2009      |
| 100 m nage libre Laps | 25 m   | 49 s 64       | Canada Cup                           | Etobicoke          | 26 novembre 2010 |
| 200 m nage libre Laps | 25 m   | 1 min 43 s 41 | British Gas Grand Prix               | Leeds (GBR)        | 6 août 2009      |
| 50 m papillon Laps    | 25 m   | 24 s 13       | East vs West Dual                    | Montréal           | 4 avril 2010     |
| 100 m papillon Laps   | 25 m   | 53 s 63       | Western Canadian Championships       | Victoria           | 17 février 2008  |